# Gerry Brown
Gerry Brown es un baterista estadounidense de jazz nacido el 9 de noviembre de 1951 en Filadelfia, Pensilvania.
Su iniciación musical comenzó con su compañero de escuela Stanley Clarke, que lo definió como un "Master Drummer" y el "primer músico con el que he tocado". Luego de su formación en un conservatorio a principios de los 70, Brown llegó a Europa en 1972 tocando la batería para John Lee. Se quedó y grabó con Chris Hinze, Joachim Kuhn, Toots Thielemans y Charlie Mariano. A su regreso a Nueva York en 1976 tocó con Stanley Clarke antes de unirse a Return to Forever de Chick Corea. En 1979 regresó a Europa para tocar el Festival Internacional de Jazz de Montreux con Didier Lockwood. Permaneció en Francia y Alemania por un tiempo, pero en 1984 volvió a Nueva York con Arthur Blythe. 
Ha trabajado como sesionista de muchos músicos de renombre como George Benson, Marcus Miller, Lionel Ritchie, John Lee, Sonny Fortune, Alfonso Johnson y Phillip Bailey. También ha trabajado con la NDR Big Band, los hermanos Johnson, Roberta Flack, Joe Sample, Slide Hampton, Tom Harrell, Larry Coryell, Dave Samuels, Chuck Loeb, Phil Collins y Chick Corea. Con este último es recordada su participación en la banda Return to Forever, en la grabación del disco Musicmacgic, en 1977. Pero con el músico que más tiempo ha colaborado ha sido Stevie Wonder, por más de 15 años. 
Actualmente reside en Los Ángeles, California. Ha publicado un video instructivo de enseñanza para batería, con gran repercusión de la crítica. Su gran trascendencia como educador y ejecutante lo ha establecido como un clínico de Yamaha Drums, Zildjian Cymbals & Drums y Evans Drumheads.
Gerry actualmente está de gira con Stevie Wonder, Stanley Clarke, Diana Ross y Jeffrey Osborne.